# قرة أغاج (صوماي برادوست)
قرة أغاج هي قرية في مقاطعة أرومية، إيران. عدد سكان هذه القرية هو 408 في سنة 2006.